# Picloram
Picloram (ISO-naam) is een herbicide. Het is een chloorhoudend derivaat van picolinezuur, dat een isomeer is van nicotinezuur. In commerciële producten is picloram aanwezig in de vorm van een zout of een ester, meestal het kaliumzout picloram-kalium, of het tri-isopropanolaminezout picloram-TIPA. Deze zouten zijn wateroplosbaar. In de planten of in het milieu worden ze snel omgezet in de biologisch actieve zuurvorm.
Picloram is ontwikkeld door Dow Chemical dat het verkoopt in de producten met de merknamen Tordon, Pathway en Grazon. Dit laatste bestaat uit een mengsel van picloram met triclopyr of 2,4-dichloorfenoxyazijnzuur. Het werd voor het eerst geregistreerd in 1963 in de Verenigde Staten. Picloram werd in de Vietnamoorlog gebruikt, in combinatie met 2,4-dichloorfenoxyazijnzuur in het ontbladeringsmiddel Agent Orange. Dezelfde combinatie wordt gebruikt in het product Tordon 101.

## Werking als herbicide
Picloram is een systemisch herbicide, dat door de bladeren en de wortels wordt opgenomen. Picloram doodt planten door zich te gedragen als auxines, groeihormonen voor planten. Picloram is persistenter dan auxines en remt enzymen die normaal gesproken auxines afbreken: de plant krijgt te veel groeisignalen, wat tot gevolg heeft dat de normale groei van planten verstoord wordt. Het middel verspreidt zich in de gehele plant en concentreert zich in de meristemen. Daar verstoort het het normale metabolisme van de plantengroei met als gevolg ongelijke celdeling en vervormingen (verdikte en verdraaide scheuten, stengels en bladeren, gebarsten stengels, gekrulde bladeren en verdikte wortels). Dit wordt veroorzaakt door abnormale stimulatie en maturatie van weefsels waardoor de groei stopt en de wortels van de planten verslechteren. Dit leidt tot de dood van de plant. De uitwerking is compleet na twee tot vijf weken.
Picloram wordt gebruikt voor de controle van bedektzadige planten en struiken (geen grassen), vooral in de bosbouw en op grasvelden. Het mag niet gebruikt worden op landbouwteelten omdat het ook werkzaam is op veel landbouwgewassen.
De meeste andijvieplanten zijn gevoelig voor picloram, terwijl de meeste grassen resistent zijn. Gevoelige planten absorberen meer picloram dan resistente planten wat leidt tot een accumulatie in de groeiweefsels. Daarnaast vertraagt dit het metabolisme van picloram in wateroplosbare deeltjes.

## Geschiedenis
Picloram is een herbicide dat tot de familie van pyridinecarboxylzuren behoort. De stof is voor het eerst geregistreerd in 1964. De eerste fabrikant van picloram was DowAgroscience en het kwam op de markt onder de merknamen Tordon en Grazon. In 1995 werd picloram geregistreerd door de U.S. Environmental Protection Agency (EPA), wat betekende dat picloram de veiligheids- en gezondheidstest had doorstaan.

## Gebruik van picloram
Picloram wordt gebruikt tegen andijvieplanten op weilanden en in herbebossingprogramma’s. Volgens schattingen van de EPA wordt jaarlijks tussen de 0,7 en 1,1 miljoen kilo gebruikt in de U.S.

## Structuur
Er bestaan drie vormen van picloram als herbicide. Picloramzuur wordt voornamelijk gebruikt voor de fabricage van picloramtri-isopropanolaminezout en het picloramkaliumzout.

## Dispositie in de mens
Picloram wordt snel geabsorbeerd door het maag-darmkanaal en wordt onveranderd uitgescheiden in de urine. De helft van het product werd binnen een dag uitgescheiden. Huidopname van picloram is minimaal en het accumuleert niet.

## Regelgeving
In de Europese Unie is picloram opgenomen in de lijst van pesticiden die in de lidstaten erkend mogen worden. In België en Nederland zijn er geen producten met picloram erkend.

## Toxicologie en veiligheid
Picloram is weinig acuut toxisch voor zoogdieren. Het is matig irriterend voor de ogen.
Bij verwarming boven ca. 190°C ontleedt het met de vorming van waterstofchloride, stikstofoxiden, koolstofmonoxide en koolstofdioxide.
Picloram is vrij persistent in de bodem. Het wordt langzaam afgebroken door micro-organismen in de bodem. Een typische halveringstijd is 90 dagen. Picloram heeft een hoog potentieel voor uitloging. Het is matig tot weinig toxisch voor waterorganismen en heeft ook weinig neiging om te accumuleren in waterorganismen.

### Toxiciteit
Algemeen

Uit onderzoeken van de fabrikant van picloram blijkt dat alle drie de vormen een lage toxiciteit hebben. Maar uit andere testen kwam dat picloram toxischer is dan voorspeld. De orale mediane dodelijke dosis voor het kaliumzout in een experiment, uitgevoerd door EPA, was ongeveer vijf keer toxischer dan oorspronkelijk opgegeven: 690 mg/kg voor vrouwelijke ratten en 950 mg/kg voor mannelijke ratten. Picloram blijkt ook toxischer via inademing dan voorspeld was. Volgens EPA is picloram zuur geclassificeerd tot categorie I (meest toxisch) en de kalium- en tri-isopropanolaminezouten tot categorie II.
Effecten op het immuunsysteem

Picloram en beide vormen van de picloramzouten worden door EPA gelabeld als stoffen die de huid kunnen sensibiliseren. Dit betekent dat een eerste blootstelling van de huid kan leiden tot een ernstigere reactie bij een latere blootstelling. Huidsensibilisatie door picloram is ook waargenomen bij de mens.
Subchronische toxiciteit

Met subchronische toxiciteit wordt toxiciteit bedoeld die optreedt na expositie van enkele weken of maanden. Subchronische effecten worden gevonden in de lever, nieren, milt en de huid.
Mutageniteit

figuur 10: de structuur van hexachloorbenzeen

Onderzoek van Dow AgroScience naar de mutageniteit van picloram blijkt een negatief resultaat op te leveren, hoewel een studie van de National Toxicology Program (uit Amerika, NTP) een ander resultaat opleverde. Chromosoomafwijkingen werden waargenomen in eistokcellen van hamsters die blootgesteld waren aan picloram. Ook waren de frequenties van Sister Chromatic Exchange (SCE) toegenomen. SCE’s zijn uitwisselingen van genetisch materiaal tijdens de celdeling tussen leden van een chromosoompaar. Ze zijn het gevolg van puntmutaties.
Carcinogeniteit

Uit onderzoeken naar de carcinogeniteit van picloram komen tegenstrijdige resultaten naar voren. EPA denkt dat het kankerrisico door de blootstelling aan picloram van de aanwezigheid van hexachloorbenzeen (HCB, zie fig. 10) komt. Picloram wordt namelijk tijdens de fabricage verontreinigd met HCB. HCB veroorzaakt lever-, schildklier- en niertumoren in laboratoriumtesten. De meeste blootstelling aan HBC komt door het eten van rundvlees of het drinken van melk van runderen die grazen op een met picloram behandeld grasveld.
Het NTP concludeerde dat het voeden van vrouwelijke ratten met picloram leidde tot levertumoren.

### Effect op dieren
- Op vogels: picloram is praktisch gezien niet toxisch voor vogels. De acute orale LD50 is groter dan 2000 tot 5000 mg/kg in eenden, fazanten en kwartels. Er werd zelfs geen mortaliteit gezien bij de hoogste dosis.
- Op waterorganismen: picloram is licht tot matig toxisch voor vissen en ongewervelde waterdieren. De waargenomen 96 uur durende LC50 waardes van picloram zijn 19,3 mg/L in regenboogforrel en 14,5 mg/L in zonnebaars. De 48-uurse LC50 in daphnia is 50 mg/L; dit impliceert matige toxiciteit.
- Op bijen: niet toxisch.[3]